# Abu Ya'qub Yusuf I
Abū Yaʿqūb Yūsuf o Yūsuf I (in arabo أبو يعقوب يوسف‎?; 1135 – 1184) è stato il secondo califfo almohade del Maghreb e della Spagna islamica, regnò tra il 1163 e il 1184, salì al potere dopo la morte del padre 'Abd al-Mu'min.

## Biografia

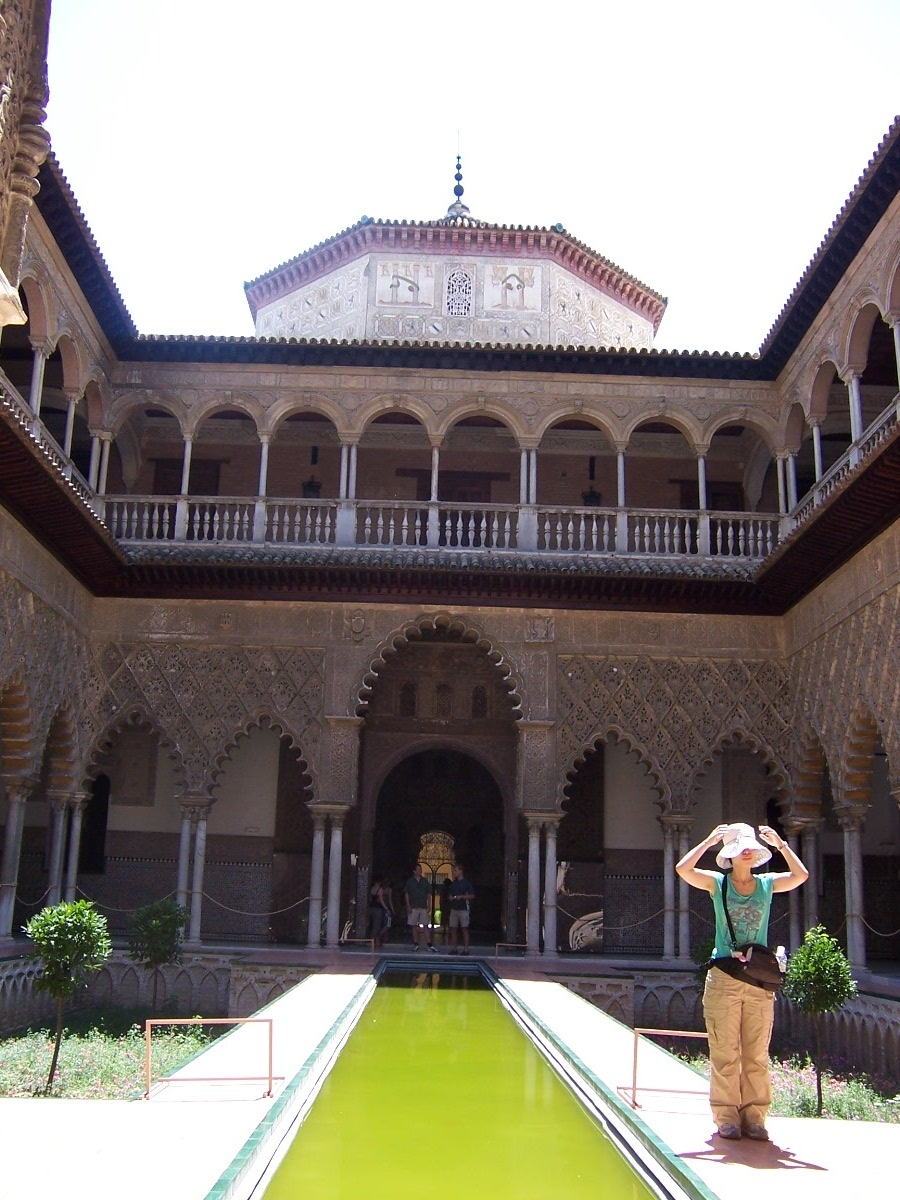
Patio de las Doncellas, Alcázar di Siviglia, castello voluto da Abu Ya'qub Yusuf I

Nel 1170 invase l'Iberia per la conquista di al-Andalus (la Spagna islamica) devastando  Valencia e la Catalogna. L'anno seguente si stabilì a Siviglia, facendone la capitale del nuovo impero.
Ordinò la costruzione di numerosi edifici, come l'Alcazar, il palazzo Buhaira e la fortezza di Alcalá de Guadaíra.
Abū Yaʿqūb Yūsuf è stato sconfitto dal re cristiano Ferdinando II di León  nella battaglia di Santarém nel 1184, in cui trovò la morte.
Gli succedette al trono il figlio Abu Ya'qub Yusuf II.